# Rugby Club I Cavalieri 2011-2012

## Eccellenza 2011-12

### Stagione regolare
| Incontro                    | Andata | Ritorno |
| --------------------------- | ------ | ------- |
| San Gregorio — I Cavalieri  | 24-55  | 14-43   |
| L’Aquila — I Cavalieri      | 17-25  | 11-53   |
| Petrarca — I Cavalieri      | 13-16  | 28-19   |
| I Cavalieri — Reggio Emilia | 42-10  | 41-20   |
| Mogliano — I Cavalieri      | 12-7   | 19-22   |
| I Cavalieri — S.S. Lazio    | 46-20  | 29-10   |
| Rovigo — I Cavalieri        | 20-23  | 23-27   |
| I Cavalieri — Calvisano     | 20-20  | 17-18   |
| Crociati — I Cavalieri      | 26-42  | 6-17    |

#### Risultati della stagione regolare
| Posizione | G  | V  | N | P | PF  | PS  | DP   | B  | Pen | Pt |
| --------- | -- | -- | - | - | --- | --- | ---- | -- | --- | -- |
| 2ª        | 18 | 14 | 1 | 3 | 554 | 311 | +243 | 10 | 4   | 64 |

### Fase finale
| Turno | Incontro                | Andata | Ritorno |
| ----- | ----------------------- | ------ | ------- |
| SF    | Mogliano — I Cavalieri  | 24-29  | 16-18   |
| F     | I Cavalieri — Calvisano | 22-27  | 14-16   |

## European Challenge Cup 2011-12

### Prima fase

#### Girone 4
| Incontro                   | Andata | Ritorno |
| -------------------------- | ------ | ------- |
| I Cavalieri — Newport G.D. | 3-33   | 16-45   |
| Exeter — I Cavalieri       | 68-0   | 50-10   |
| Perpignano — I Cavalieri   | 54-20  | 30-13   |

#### Risultati del girone 4
| Posizione | G | V | N | P | PF | PS  | DP   | B | Pt |
| --------- | - | - | - | - | -- | --- | ---- | - | -- |
| 4ª        | 6 | 0 | 0 | 6 | 62 | 280 | -218 | 0 | 0  |

## Verdetti
- I Cavalieri qualificati alla European Challenge Cup 2012-2013